# Club político (Revolución francesa)
Los clubes políticos que se crearon desde el inicio de la Revolución francesa fueron asociaciones de un nuevo tipo, en donde principalmente los asistentes discutían e intercambiaban informaciones sobre asuntos políticos y presentaban peticiones a la Asamblea. Se les llamó también sociedades patrióticas o sociedades populares.
Muchas de estas agrupaciones se constituyeron en base al modelo del club des Jacobins de París, el que más miembros contaba y que creó una vasta red de sociedades afiliadas en todo el país; aunque también se usaron otros modelos de funcionamiento. Los ciudadanos miembros de estas asociaciones debatían sobre cuestiones político-sociales, comentaban las noticias de actualidad, y analizaban los proyectos de ley, lo que constituyó un verdadero aprendizaje de la vida política. Si bien el campesinado, analfabeto en su mayoría, participó parcialmente de este movimiento y no entró del todo en política hasta el último tercio del siglo XIX (bajo la Tercera República), los clubes de la Revolución francesa fomentaron la aparición de una clase política.

## Historia
Bajo el Antiguo Régimen francés, la vida asociativa tenía prohibido toda actividad o debate político. De hecho, uno de los primeros clubes dedicados a debatir de política y economía, el club de l'Entresol (club del Entresuelo) fundado en París en 1720, fue prohibido por el cardenal de Fleury en 1731, bajo el reinado de Luis XV. En los años previos a la Revolución las asociaciones gozaban de cierta vitalidad y, a imitación de los clubes británicos muy en boga entonces, se autodenominaban a menudo club. Existían academias, salones artísticos, clubes de lectura, sociedades filantrópicas o literarias, aparte de las logias masónicas que vivieron su apogeo en aquellos años. En el mundo rural, las cofradías religiosas y gremiales constituían la forma más extendida de sociabilidad.
En los albores de la Revolución francesa, el primer club político (que incluyó exclusivamente o casi exclusivamente diputados) fue fundado el 30 de abril de 1789, y se llamó club bretón. Allí, los diputados de Bretaña se reunían para coordinar sus esfuerzos y acciones en el seno de los Estados Generales. Estas reuniones pronto atrajeron a diputados de otras provincias, y en el otoño de 1789, debido a esta nueva realidad, el grupo cambió su nombre por el de Sociedad de la Revolución (en francés: Société de la Révolution), para muy pronto cambiar de nuevo su denominación por el de Sociedad de Amigos de la Constitución (en francés: Société des Amis de la Constitution), ya que el 8 de febrero de 1790 se fijó como objetivo trabajar en la redacción y consolidación de un texto constitucional.
Las primeras sociedades populares surgieron pues en 1789, en las principales ciudades de Francia. En el origen, muchos de los que allí asistían eran notables más o menos partidarios de las reformas. En 1790, estos grupos se extendieron por todo el territorio francés, pasando a ser actores importantes de las respectivas políticas locales. Incluso, a veces varias de estas sociedades coexistieron en una misma ciudad. En la primavera de 1791, cada departamento administrativo poseía al menos un club político y se calcula que en 1793 había entre 5500 y 6000 en toda Francia.
En la época del Terror, si bien algunas de estas agrupaciones fueron depuradas y sus miembros más moderados expulsados, las sociedades populares aumentaron hasta doblar su número entre julio de 1793 y la primavera de 1794. Pasaron entonces a ser sociedades revolucionarias y en los municipios servían de nexo entre la comuna y los comités de vigilancia, entre otras cosas para así asegurar la buena aplicación de las leyes, y denunciar a los contra-revolucionarios. Por otro lado, las sesiones públicas informativas que muchas sociedades tenían ya desde 1791 (sin debates ni deliberaciones) se volvieron obligatorias y se prohibieron las sociedades privadas y secretas. En octubre de 1793, se prohibieron también los clubes políticos femeninos.

## Marco legislativo y reglamentario
A pesar de que la Declaración de los Derechos del Hombre y del Ciudadano fue aprobada por la Asamblea Nacional Constituyente francesa el 26 de agosto de 1789, en ese texto no se menciona explícitamente ni el derecho de reunión ni el de asociación.
Pero a este olvido pronto se le puso remedio. El artículo 62 de la ley del 14 de diciembre de 1789 reservaba a los ciudadanos activos (aquellos cuyos impuestos directos sobrepasaban un cierto límite) la participación en los clubes. Y el 29 de abril de 1790, los militares fueron autorizados a asistir a estas reuniones, a condición de que allí no llevaran sus armas. Pero por su parte, el 10 de mayo de ese mismo año, se prohibió a los clubes de presentar algún tipo de petición en forma colectiva.
Debe observarse pues que los propios clubes entonces estaban protegidos por la Constituyente.
Así, la sociedad de Dax fue disuelta autoritariamente por la municipalidad, pero un decreto del 13 de noviembre de 1790 la restableció, precisando que « los ciudadanos tenían el derecho de reunirse y si lo quisieran de libremente constituir sociedades, con la única restricción de observar las leyes que regían sobre todos los ciudadanos». Por tanto, el principio madre que entonces se retuvo fue la libertad, y la observancia de no alterar el orden público la única limitante a la actividad de los clubes. Nótese que los decretos del 19 y del 22 de julio de 1791, impusieron a los clubes una previa declaración a las alcaldías informando sobre los lugares y días de las reuniones, y un decreto del 29-30 de septiembre de 1791 limitaba sus actividades políticas: « ils ne peuvent agir sur les pouvoirs publics, pétitionner en nom collectif, ou former des députations» (en español: « los clubes no pueden incidir sobre los poderes públicos, concretar peticiones en forma colectiva, y/o constituir diputaciones»). La Constituyente en ese momento se orientaba así claramente a frenar la expansión de los clubes, e indirectamente a terminar o contener a la Revolución.
Complementariamente, debe señalarse que los federalistas generalmente fueron hostiles a los clubes, a los que intentaron cerrar, incluso arrestando a sus miembros. Pero el 13 de junio de 1793, un decreto de la Convención prohibió a los poderes públicos de intervenir o limitar el funcionamiento de estas sociedades populares, y otro decreto del 25 de julio de 1793 reforzó este asunto, pues prohibió a las autoridades de poner obstáculos al funcionamiento de estas agrupaciones, bajo pena de sanciones. De esta forma, las sociedades populares pasaron a ser actores políticos de primera línea, ya que explícitamente se les permitía discutir y opinar sobre todas las cuestiones.
Pero el golpe de Estado de Thermidor fue negativo para los clubes. En efecto, el 21 brumario del año III (11 de noviembre de 1794), el club de los Jacobinos fue definitivamente cerrado. Y el 25 vendimiario, las afiliaciones y comunicaciones entre clubes fueron prohibidas, obligando a cada club a que informara a las autoridades sobre sus respectivas membresías. El artículo 361 de la constitución del año III (5 fructidor del año IV, o sea, 22 de agosto de 1795), prohibió a las asociaciones de utilizar la denominación de société populaire, y el artículo 362 prohibió las sesiones públicas, las redes de contacto, y hasta el uso personal de signos exteriores de pertenencia a un club. El 6 fructidor, fue impuesta la disolución de todas las sociedades populares, así como la incautación de sus bienes.

## Extensión y recrutamiento
Al menos 13 % de las comunas francesas tuvieron en aquella época al menos una sociedad popular, afiliada o no a algún club parisino.
Una buena cantidad de clubes de provincia estaban apadrinados por el club de los jacobinos: 90 en agosto de 1790, 210 en marzo de 1791, 400 en junio de 1791, 550 en octubre de 1791. Y en oportunidad de la proclamación de la República (septiembre de 1792), existían alrededor de 3000 clubes provinciales. Y un año más tarde, ya eran entre tres mil y cinco mil, entre los cuales al menos 800 estaban afiliados al recién citado Club de los Jacobinos. Por cierto, la distribución de estos clubes en cuanto a su número, variaba de una comuna a otra; por ejemplo, 63,5 % de las comunas tenían al menos un club en los Basses-Alpes, y 90 sobre 110 comunas lo tenían en Bouches-du-Rhône, y proporcionalmente aún más clubes había en los departamentos de Vaucluse y Drôme.

## Funcionamiento de los clubes y de las sociedades populares
Los clubes tuvieron como principal logro generar cierta capacitación de los ciudadanos en cuanto a la política, y a la vez informar a los asistentes en relación con asuntos de actualidad y cuestiones de administración. A través de la afiliación de las sociedades provinciales y de los apadrinamientos, se creó una amplia red de difusión de la actividad política de los clubes parisinos. A partir de 1793, ante la ofensiva de los ejércitos de las monarquías europeas y la intensificación de la guerra de Vandea, los clubes políticos reorientaron su papel de plataformas de debate de las noticias hacia el de defensa de la Revolución, colaborando con los comités de vigilancia.

## Algunos clubes y sociedades populares
Esta es una lista no exhaustiva de los principales clubes políticos de la Revolución francesa y otros clubes y sociedades populares que en algún momento tuvieron o intentaron tener relevancia política.
| - Club bretón - Club de 1789 - Club de los Cordeliers - Club de los Feuillants - Club de los Imparciales (Club des Impartiaux) - Club de los Jacobinos - Club de los ajedrecistas (Club des échecs) - Club de la Sala de Equitación (Club du Manège) | - Club del Panteón (Club du Panthéon) - Société fraternelle des patriotes de l'un et l'autre sexe - Société patriotique du Luxembourg - Société populaire de Nantes - Club de Clichy - Club de Salm - Carabot |